# Cédula rural
A cédula rural, no Brasil, foi institucionalizada pelo Decreto-Lei nº 167, de 14 de fevereiro de 1967.
Cédulas de crédito rurais são títulos negociáveis, emitidos pelos órgãos integrantes do sistema nacional de crédito rural, em favor de pessoas físicas ou jurídicas, bem como cooperativas de produtores rurais que se dediquem a atividade rural.
As cédulas de crédito rurais representam em regra uma promessa de pagamento garantidas por penhor ou hipoteca, com exceção da nota de crédito rural, da qual sua única garantia poderá ser a fidejussória, no caso por aval.
Existem quatro tipos de cédula rural, quais sejam:
- cédula rural pignoratícia
- cédula rural hipotecária
- cédula rural pignoratícia e hipotecária
- nota de crédito rural

## Cédula rural pignoratícia
A Cédula Rural Pignoratícia ou CRP, como é conhecida no meio rural, é extraída com base no penhor rural e que passa a valer como título de crédito autônomo e negociável. É título de ampla utilização na concessão do crédito rural, especialmente pelas instituições financeiras oficiais (bancos), e sua emissão, atualmente, sob essa modalidade, dá-se de próprio punho pelo devedor ou representante com poderes especiais.